# Luca Pferdmenges
Luca Pferdmenges (Mönchengladbach, 24 de agosto de 2001) es un malabarista, autor y celebridad de internet alemán. Su trabajo con los malabares le ha llevado a aparecer varias veces en el Libro Guinness de los récords. En 2022 fue incluido en la lista Forbes 30 Under 30 de Europa en la categoría "Deportes y juegos".

## Trayectoria
Pferdmenges creció en Mönchengladbach, Alemania. Habla alemán, inglés, francés, español y hebreo. En julio de 2016, apareció en el programa de talentos Superkids y avanzó a la final del programa motivo que le hizo popular.

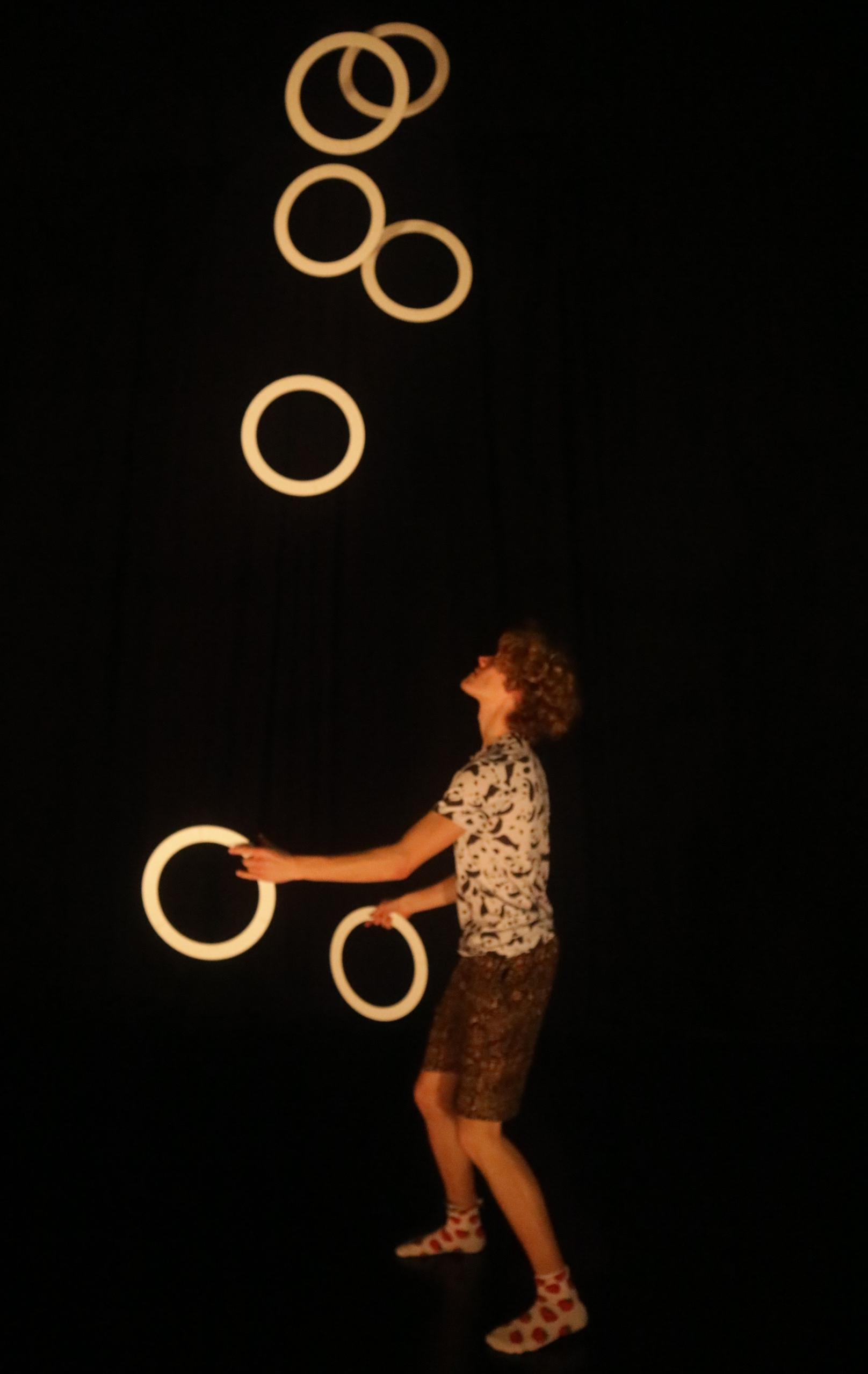
Luca Pferdmenges en 2020

Como malabarista, Pferdmenges asiste con frecuencia a festivales y convenciones de malabares. En 2021, fue elegido por Rheinische Post como "Persona del año" en Mönchengladbach, y un año más tarde, en 2022, apareció en la lista Forbes 30 Under 30 en la categoría "Deportes y juegos".
Durante 2022, escribió en coautoría con Joscha F. Westerkamp, Jonglieren wie ein Profi: Tricks, Tipps und exklusive Einblicke in die Szene, un libro en alemán sobre malabarismo, que fue publicado en octubre de 2022. Ese mismo año, también coescribió junto a Jan Daumin y autopublicó otro libro en alemán sobre viajes, llamado: Billig Reisen: Wie man zum Discountpreis um die Welt fliegt.
Pferdmenges está visitando todos los países del mundo, porque busca convertirse en el hombre más joven en lograrlo. En 2022, ya había visitado 115 de los 195 países del mundo.

## Récords mundiales en malabares
Según el Libro Guinness de los récords, Pferdmenges posee los siguientes récords mundiales:
- 2020 - Mayor número de pelotas pasadas por un dúo mientras hacen malabares: 16 pelotas, conseguido junto al malabarista austríaco Daniel Ledel.[3]
- 2021 - Mayor número de capturas consecutivas de malabares lado a lado por una pareja: 901 capturas, conseguido junto al malabarista alemán Jan Daumin.[4]
- 2021 - Mayor número piruetas de 360 grados mientras hace malabares con cuatro objetos en un minuto: 29 piruetas. Récord que fue superado en 2022 por el malabarista español, Michael Ferrari.[18]
- 2021 - Mayoría de capturas consecutivas de malabarismo en "backcross" (tres objetos): 1 249 capturas. Récord que fue superado en 2022 por el malabarista español, Michael Ferrari.[19]

Pferdmenges apareció en las ediciones alemanas del Libro Guinness 2022 y 2023 con sus récords.